# جون أوبراين (روائي)
جون أوبراين (بالإنجليزية: John O'Brien)‏ (21 مايو 1960، أوكسفورد في الولايات المتحدة - 10 أبريل 1994، لوس أنجلوس في الولايات المتحدة)؛ كاتِب، سيناريست وروائي أمريكي.

## روابط خارجية
- جون أوبراين على موقع IMDb (الإنجليزية)
- جون أوبراين على موقع IMDb (الإنجليزية)
- جون أوبراين على موقع قاعدة بيانات الفيلم (الإنجليزية)